# Grunwald

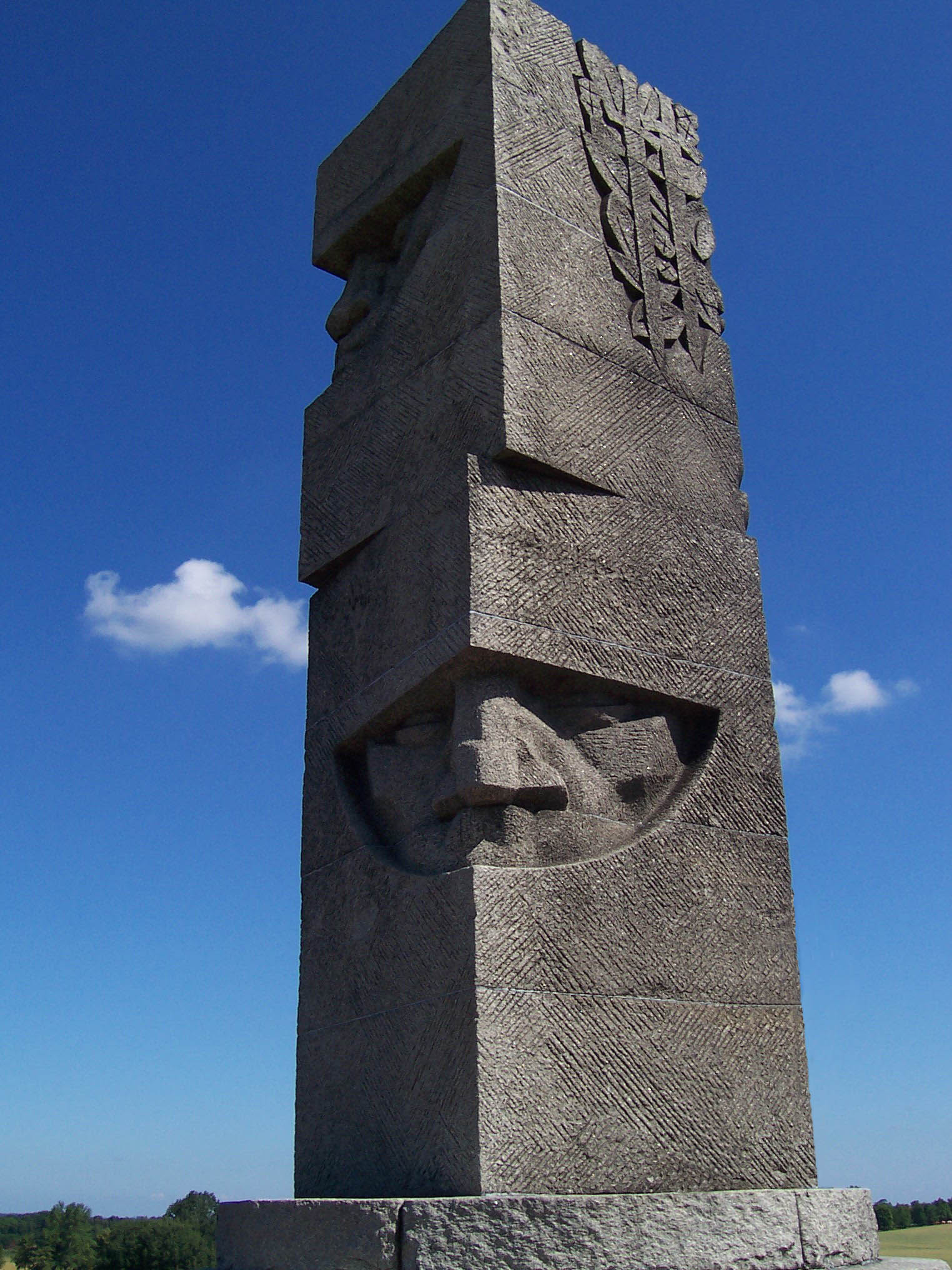
A grünwaldi csata emlékműve az emlékparkban

Grunwald (németül Grünfelde, litvánul Žalgiris) falu Észak-Lengyelországban, a Varmia-mazúriai vajdaságban, Ostróda megyében, Grunwald községben. A falu Olsztynek városától 13 km-re délnyugatra található. 800 lakosa van. Bár a község központja Gierzwałd falu, a község névadója történelmi jelentősége miatt mégis Grunwald.
A falu lengyel neve a német Grünwald név átvétele, amely „zöld erdőt” jelent. Ugyanez a jelentése a litván névnek is. A német Grünfelde név magyar jelentése „zöld mező”.
1410. július 15-én a falu határában zajlott a grünwaldi csata, amelynek során Lengyelország és Litvánia egyesült erővel aratott győzelmet a Német Lovagrend hadai fölött. A győzelem következtében a németek ereje megtört, és ez véget vetett terjeszkedésüknek.
A falutól 2 km-re fekvő egykori csatamező helyén 1960-ban, az ütközet 550. évfordulóján emlékmúzeumot és emlékparkot létesítettek. Az emlékpark közepén egy dombon monumentális, Jagelló Ulászló harcosai arcával díszített gránitoszlop áll, körülötte 30-méteres zászlóoszlopokkal. Mellette látható az amfiteátrum, egy kőlapokból kirakott térkép a csapatok elhelyezkedéséről, illetve a Grunwaldi Csata Múzeuma. Az emlékmű közelében található az 1415-ben épült kápolna romja, egy emlékkő, amelyet 1901-ben a németek a Német Lovagrend csapatait vezető Ulrich von Jungingen nagymester emlékére emeltek, valamint az 1939-ben a németek által lerombolt Krakkói Grunwaldi Emlékmű maradványa. Az emlékpark jelentős turisztikai látnivaló, a turizmus igényeit boltok,  emléktárgyárusok, étterem elégítik ki.
Minden év júliusában itt rendezik meg a grünwaldi csatát felidéző történelmi emlékjátékokat, amely egyben a Nemzetközi Lovag Társaság találkozója.

## Külső hivatkozások
- Rafał M. Socha: Słownik Grunwaldzki. [w:] Barbara Bogdańska-Pawłowska (red.): Poradnik Drużynowego Drużyny Grunwaldzkiej, Komenda Chorągwi Warmińsko-Mazurskiej ZHP im. "Grunwaldu" w Olsztynie, Olsztyn 1996, s. 60-61 (lengyel nyelvű)
- Információk a Lengyel Nemzeti Idegenforgalmi Képviselet honlapján

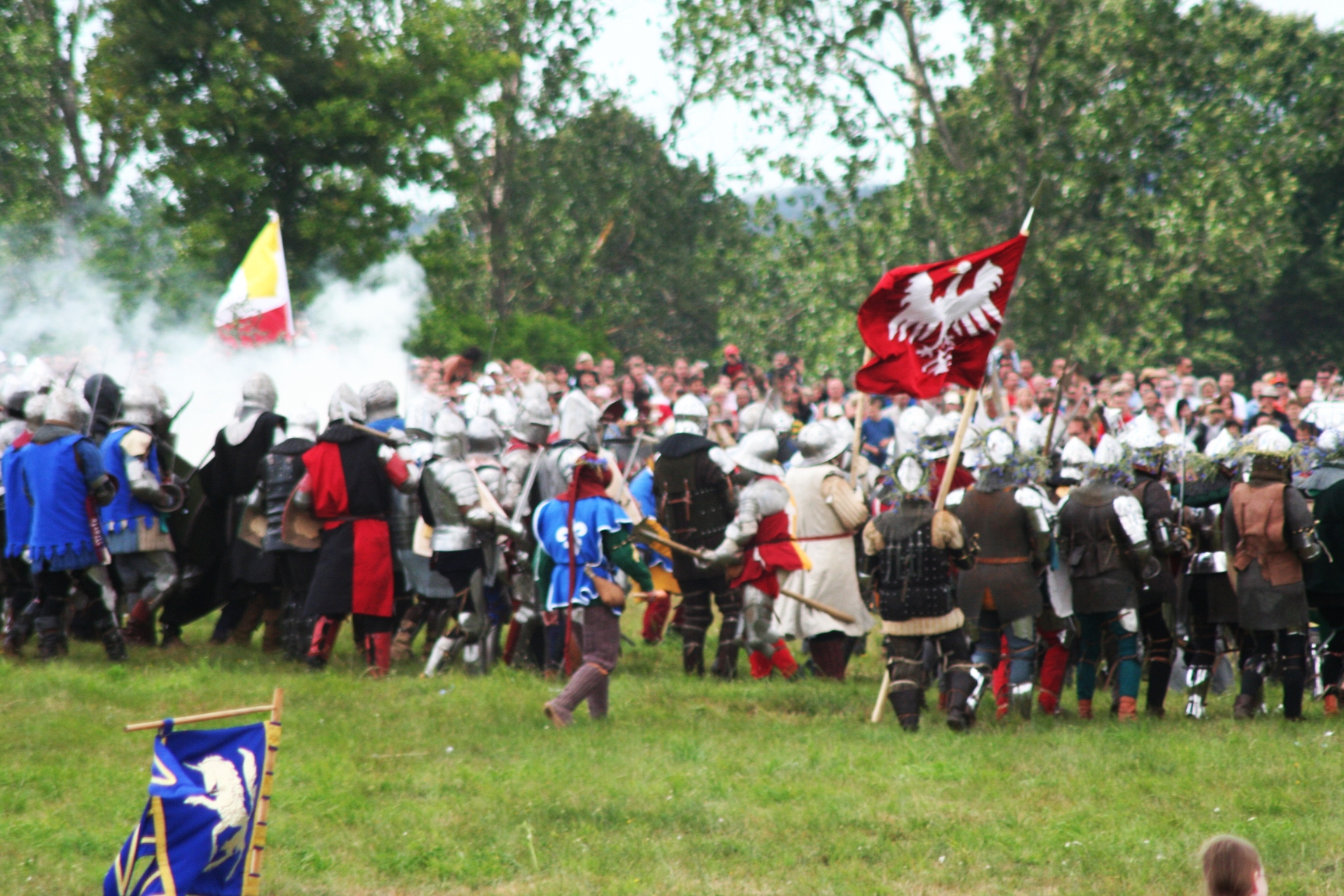
Grunwaldi történelmi emlékjátékok, 2006. július 15.
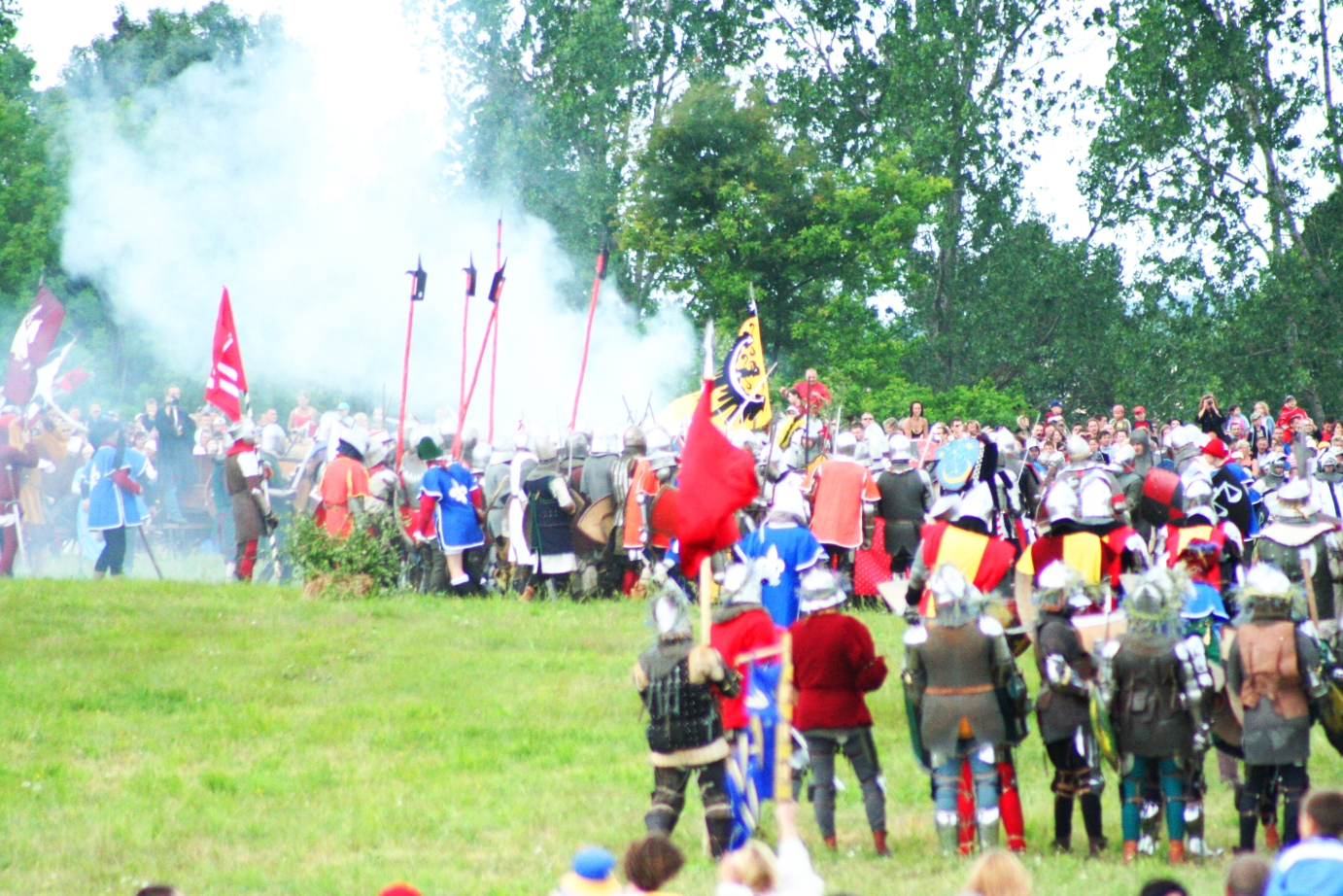
Grunwaldi történelmi emlékjátékok, 2006. július 15.